# کالینوفکا (شهرستان بیژبولیاکسکی، باشقیرستان)
کالینوفکا (انگلیسی: Kalinovka, Bizhbulyaksky District, Republic of Bashkortostan) یک شهرک در شهرستان بیژبولیاکسکی باشقیرستان کشور روسیه است.